# Artiestenhof

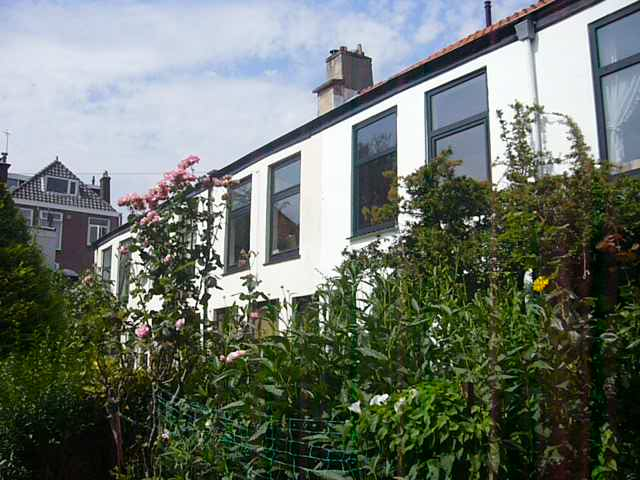
Artiestenhofje

Het Artiestenhof is een hofje in de Trompstraat in de Zeeheldenbuurt van de Nederlandse stad Den Haag.

## Ligging en geschiedenis
De Trompstraat is een zijstraat van de Piet Heinstraat, het verlengde van de Hogewal, waaraan de Koninklijke Stallen in 1876 gebouwd zijn. Rond 1850 had het oudere deel van de Trompstraat vijf hofjes en veel bedrijfjes. De straat werd in 1872 gedoopt door hertogin van Saksen Weimar, die de voormalige eigenares van de grond was. De Trompstraat werd rond 1875 verlengd tot de Laan van Meerdervoort, waaraan veel betere huizen stonden.
Het Artiestenhofje, ook wel Schildershofje, is in het oudere deel van de straat. Langs de oude Trompstraat liep vanaf de Laan van Meerdervoort een sloot, die gedempt werd om in 1875 in opdracht van koning Willem III dit hofje met veertien huisjes te kunnen bouwen om personeel van zijn stallen aan de Hogewal te huisvesten. In het midden van het hofje is een grote gemeenschappelijke tuin aangelegd, maar al voor de Tweede Wereldoorlog werd die opgedeeld zodat alle huisjes een eigen stuk tuin kregen, hoewel de huisjes ook een achtertuin hadden. Middendoor loopt nu een pad.
Pas in de jaren veertig kreeg het hofje de naam Schildershofje, en wat later Artiestenhofje omdat er niet alleen schilders woonden. Na de oorlog verkeerden veel huisjes in zo'n slechte staat dat ze onbewoonbaar verklaard werden. In de jaren vijftig is het hofje door het ministerie van Wederopbouw grondig gerestaureerd. Een deel van het hoofdgebouw, waarin een Chinese wasserij zat, is toen gesloopt waardoor een brede toegangspoort kon worden gemaakt.
Er waren nog vier hofjes in de Trompstraat, de bekendste was Tromprust, dat ook na de oorlog is gerestaureerd, maar later toch is afgebroken. Jarenlang was er daarna de Trompgarage, die later verhuisde naar het Savornin Lohmanplein. Op die plaats werden twee moderne hofjes gebouwd.

## Bewoners
Tot de artistieke bewoners in het verleden behoorden:
- Theo Bitter (1916-1994), kunstschilder
- Nico van Bohemen (1916-1990), kunstschilder en restaurateur
- Henk Bremmer (1871-1956), kunstschilder, invloedrijk kunstcriticus, verzamelaar, bijgenaamd de 'kunstpaus'
- Tony van Otterloo (1910-1979), toneelspeler
- Lucas Bauer (1896-1959), kunstschilder
- Guido van Deth, poppenspeler; hij had een poppentheater in de Nassau Dillenburgstraat 8
- Jan Nobbe (1914-1981), poppenspeler, maar ook buikspreker en goochelaar
- Peter Siers (Pieter Ferdinand Oudkerk Pool, 1910-2001), cabaretier (vóór 1940)
- Tessa de Koning (1976 - ), textielvormgeefster KAB Den Haag
- Henry Jelsma (1952 - ), kunstschilder en graficus
- Munnus Zweerts (1957 - ), grafisch vormgever, docente beeldende kunst